# Étienne Hirsch (1901-1994)
Pour le neurobiologiste, voir Étienne Hirsch (neurobiologiste). Pour les homonymes, voir Hirsch.
Étienne Hirsch est un ingénieur, résistant et haut fonctionnaire français né le 24 janvier 1901 à Paris et mort le 17 mai 1994 à Sèvres,.

## Biographie
Étienne Hirsch naît en 1901 dans une famille juive originaire d'Allemagne et de Bohême. Il est le fils de Richard et Marianne Hirsch (née Schwenk), déportés par le convoi no 77 du 31 juillet 1944, et le frère de Juliette Hirsch (épouse Lévy), déportée avec ses enfants Michèle, Jean-Paul, Alain et Catherine Lévy par le convoi no 35 du 21 septembre 1942.
Tous seront assassinés à Auschwitz.
Après des études à l'École des mines, il va œuvrer dans l'industrie chimique. Il sera aussi temporairement membre du Parti socialiste d'alors duquel il demeurera proche. En 1924, il entre dans les établissements Kuhlmann (qui deviendront Ugine Kuhlmann). En 1931, il reçoit le prix Félix-Robin pour sa mise au point de la fabrication du méthane de synthèse. À la fin des années 1930, à la demande du cartel de l’azote, il visite divers pays afin de faire un rapport sur les capacités de production. Cela l'introduit à la réflexion économique.
Durant la Seconde Guerre mondiale, il rejoint rapidement les Français libres sous le nom de Commandant Bernard et devient directeur adjoint de l'armement, chargé d'assurer l'armement des Forces françaises libres. Il participe à Londres à des conversations sur une union régionale européenne avec Hervé Alphand et Paul Van Zeeland.
Appelé par le Comité français de libération nationale à Alger en juillet 1943, il travaille jusqu'en 1944 avec Jean Monnet, alors commissaire pour l'armement, afin d’assurer les fournitures de la France libre.

Jean Monnet relate ainsi leur rencontre dans ses mémoires : 
« À cette époque vint se joindre à nous Étienne Hirsch, qui sous le nom de Commandant Bernard avait déjà la réputation de dominer et de simplifier les problèmes les plus complexes. Sa formation d'ingénieur l'y prédisposait. Mais je crois que c'est surtout sa force morale, son calme légendaire, qui parvenait à dissoudre, en quelque sorte, ces problèmes qu'on dit à tort techniques et qui sont en réalité gouvernés par le bon sens ».
À la Libération, il s’occupe d'approvisionnement sous le gouvernement provisoire, puis après un très bref retour dans l’industrie, il retrouve Monnet au Commissariat général du Plan.
En 1950, il participe à l'élaboration de la doctrine Schuman sur l'Europe, basée sur l'axe franco-allemand. En 1952, alors que Jean Monnet va à la CECA, il prend la direction du Plan qu’il conservera jusqu’en 1959, date à laquelle il présidera la commission de l’Euratom. En 1961, le gouvernement ne renouvelle pas son mandat à l’Euratom.

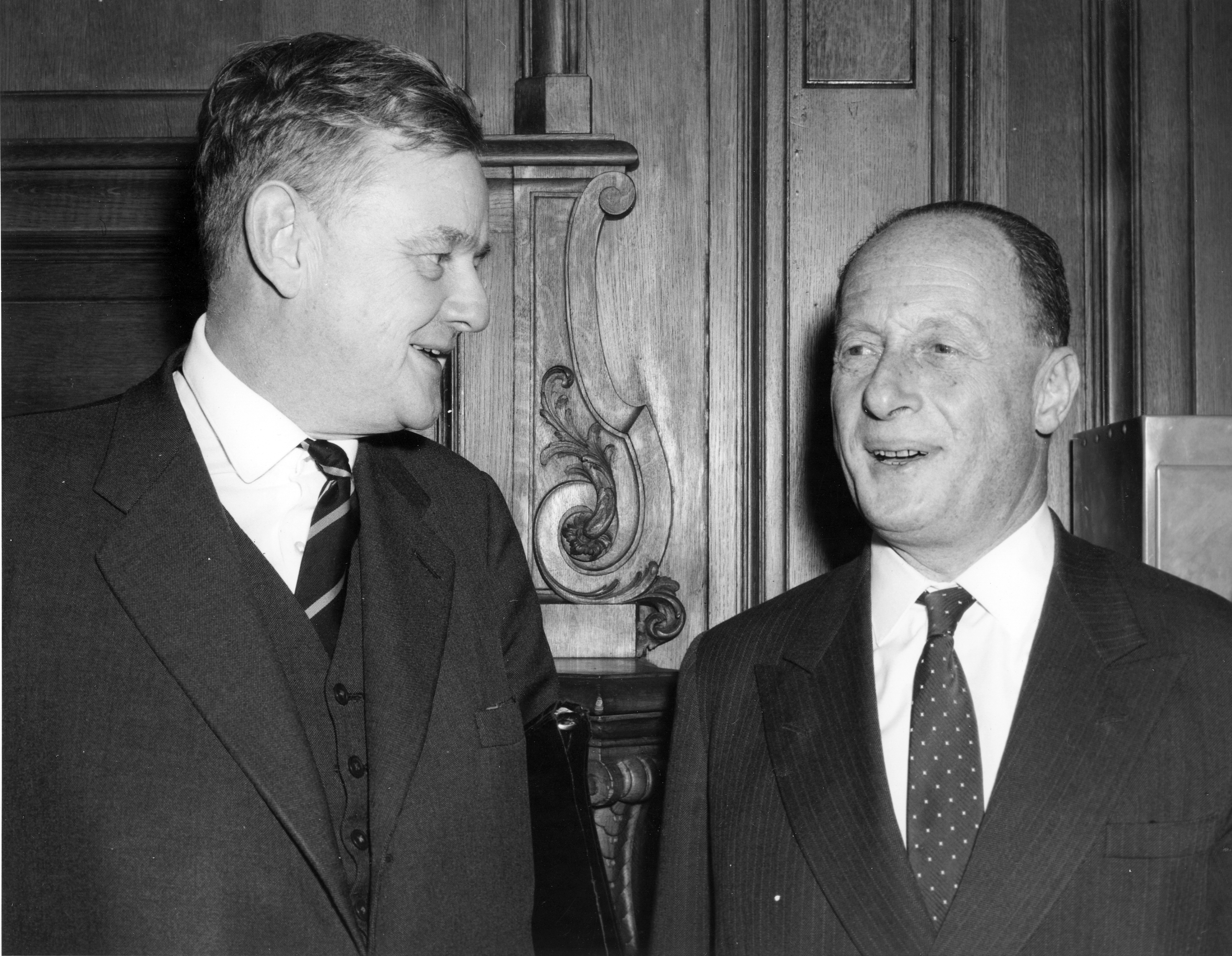
Étienne Hirsch (à droite) en tant que Président d'Euratom en 1959 avec le Britannique Quintin Hogg

Dans les années 1960, il se rapproche de la Fédération de la gauche démocrate et socialiste de François Mitterrand et participe à la fondation du club Jean-Moulin, dont il corédige la charte avec Jean Ripert. Il donne aussi des cours à l’Université libre de Bruxelles et à l’université catholique de Louvain.
Il a été président de l'Union des fédéralistes européens de 1964 à 1972.

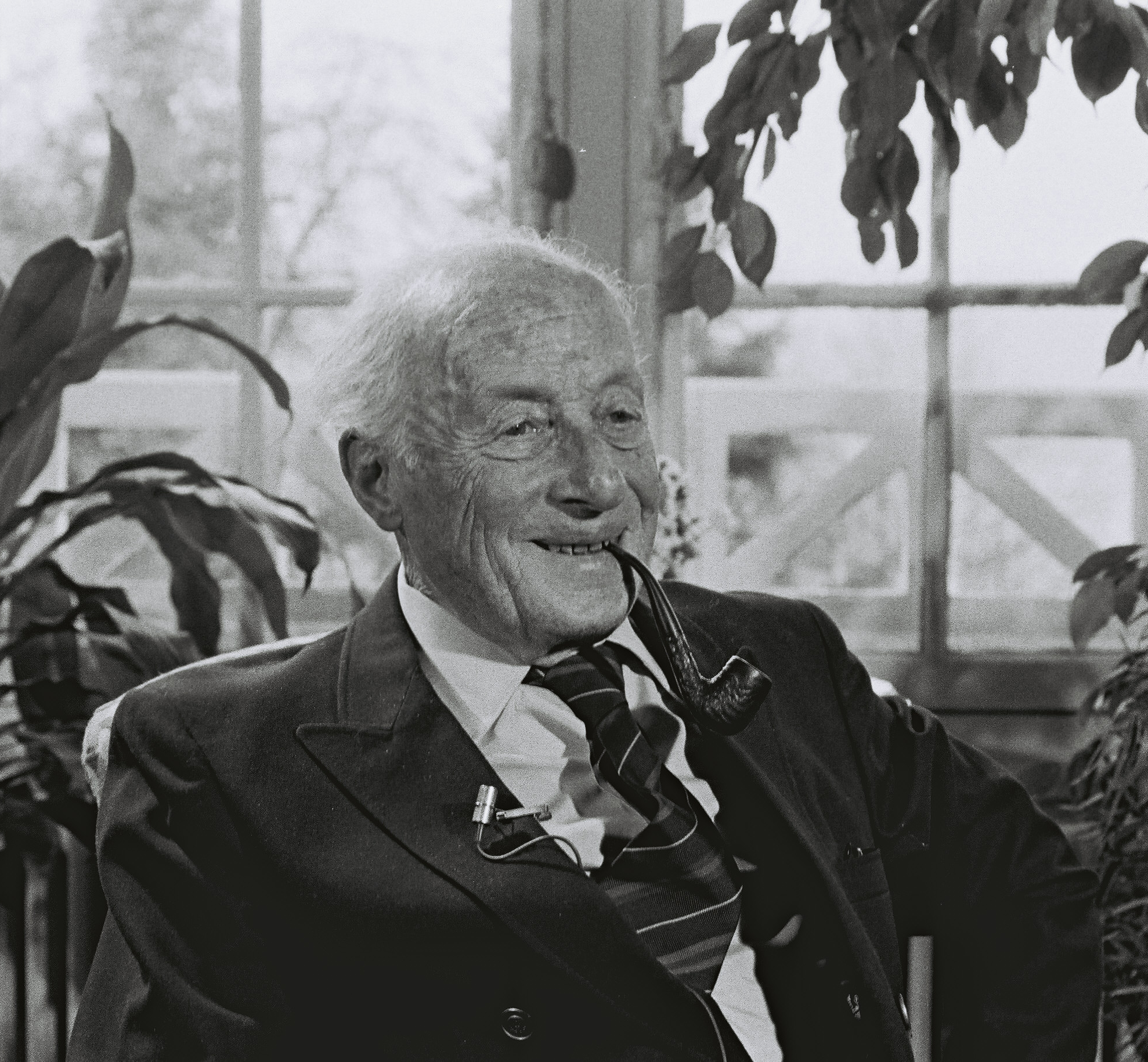
Étienne Hirsch en 1983

Il est le père de Bernard Hirsch, ancien directeur de l’École nationale des ponts et chaussées, et le grand-père de Martin Hirsch, ancien haut commissaire aux Solidarités actives contre la pauvreté et directeur général de l'Assistance publique - Hôpitaux de Paris.

## Décoration
- Commandeur de l'ordre de l'Économie nationale (1955)[10]

## Publications
- 1988 : Ainsi va la vie, Fondation Jean Monnet pour l'Europe, Lausanne, 250 p.